# مارغريت كوربن
شاركت مارغريت كوكران كوربن (12 نوفمبر 1751 -16 يناير 1800) في حرب الاستقلال الأمريكية. كان زوجها جون كوربن أحد الجنود الأمريكيين الستمئة الذين دافعوا عن حصن واشنطن شمال منطقة مانهاتن ضد هجوم الهسيين، نحو 4000 جندي تحت القيادة البريطانية، وذلك في 16 نوفمبر 1776. كانت مارغريت متوترة جدًا لترك زوجها يذهب للمعركة بمفرده، فقررت الذهاب معه. سُمح لها بمرافقة زوجها كممرضة للجنود المصابين نظرًا لأنها كانت ممرضة. كان جون كوربن طاقم أحد المدفعين اللذين نشرهما المدافعون، وقد أخذت مارغريت كوربن المدفع مكان زوجها حينما سقط في القتال، واستمرت في استخدام المدفع حتى أصيبت هي أيضًا بجروح خطيرة. يُقال إن كوربن كانت بجوار زوجها عندما سقط في المعركة. استلمت مكانه فورًا، وكانت، نظرًا لأنها شاهدت زوجها، المدرب على الفنون المدفعية، يطلق النار من المدفع كثيرًا، قادرة على إطلاق النار وتنظيف المدفع وتوجيهه بسهولة وسرعة. أثار ذلك إعجاب الجنود الآخرين وكان بداية مسيرتها العسكرية. أصبحت في ما بعد أول امرأة في تاريخ الولايات المتحدة تتلقى معاشًا من الكونغرس عن الخدمة العسكرية. انضمت إلى فرقة العاجزين عندما أُصيبت إصابة أفقدتها القدرة على مباشرة العمل.

## النشأة
وُلدت مارغريت كوكران، في 12 نوفمبر 1751، في غرب مدينة بنسيلفانيا، التي تُعرف الآن باسم مقاطعة فرانكلين. ترجع أصول اسم عائلة كوكران إلى أيرلندا، وحُولت من ماكوغاران أو أو كوغاران إلى اللغة الإنجليزية. كان والدها مهاجر أيرلندي يُدعى روبرت كوكران، ووالدتها تُسمى سارة. تعرض والديها لهجوم من قبل السكان الأصليين في عام 1756، عندما كانت مارغريت في الخامسة من عمرها. قُتل والدها، واختُطفت والدتها ولم تراها مرة أخرى، وقد نجت مارغريت وشقيقها جون من الهجوم لأنهما لم يكونا في المنزل. عاشت مارغريت مع عمها بقية طفولتها.
تزوجت مارغريت، في الحادية والعشرين من عمرها، من مزارع، يرجع أصوله إلى ولاية فيرجينيا، يُدعى جون كوربن، وذلك في عام 1772.

## حرب الاستقلال الأمريكية
تطوع جون في السرية الأولى للمدفعية في بنسلفانيا كفرد في فرقة المدفعية عندما بدأت الحرب. كما كان شائعًا في ذلك الوقت مرافقة زوجات الجنود للجنود، رافقت مارغريت زوجها جون للمعسكرات خلال فترة تجنيده، حيث انضمت إلى العديد من الزوجات الأخريات في الطهي والغسيل ورعاية الجنود المصابين. حصلت على لقب «مولي بيتشر» (كالعديد من النساء الأخريات اللواتي خدمن في الحرب) بسبب جلبها الماء خلال المعارك، سواء للجنود العطشى أو لتبريد المدافع الساخنة.
تعرض حصن واشنطن لهجوم من قبل البريطانيين في 16 نوفمبر 1776، حيث كانت فرقة جون جزءًا من القوات المتواجدة عندما انسحب الجنرال جورج واشنطن مع الجيش القاري إلى وايت بلينس بولاية نيويورك. كان جون كوربن مسؤولًا عن إطلاق مدفع صغير على قمة حافة جبلية، المعروفة اليوم باسم بينيت بارك. قُتل جون وترك المدفع الخاص به من دون طاقم عند هجوم الهيسيان. كانت مارغريت متواجدة مع زوجها في ساحة المعركة طوال الوقت، وشاهدت لحظة وفاته، فأخذت مكانه على المدفع وواصلت الإطلاق حتى أُصيب ذراعها وصدرها وفكها بنيران العدو. فاز البريطانيون في معركة فورت واشنطن في النهاية، ما أدى إلى استسلام مارغريت وزملائها واستيلاءهم على آخر موقع أمريكي في مدينة نيويورك. أطلق البريطانيون سراح مارغريت بصفتها جنديًا جريحًا.

### بعد معركة فورت واشنطن
ذهبت مارغريت إلى فيلادلفيا بعد المعركة، وكانت عاجزة تمامًا بسبب جراحها، ولم يكتمل شفاءها. كانت الحياة صعبة بالنسبة لها بسبب إصابتها، وحصلت على دعم من الحكومة في عام 1779. منح المجلس التنفيذي ببنسلفانيا، في 29 يونيو، مارغريت 30 دولارًا لتغطية احتياجاتها، وأحال قضيتها إلى لجنة الحرب التابعة للكونغرس. منحت اللجنة مارغريت، في 6 يوليو عام 1779، نصف الراتب الشهري لجندي في الجيش القاري والعديد من الملابس أو ما يعادلها نقدًا، تعاطفًا مع إصابة مارغريت وإشادةً بخدمتها وشجاعتها. أصبحت مارغريت بهذا القرار أول امرأة في الولايات المتحدة تتلقى معاشًا عسكريًا من الكونغرس.
جرى تضمين مارغريت في السجلات العسكرية حتى نهاية الحرب بعد قرار الكونغرس. سُجلت في فرق العاجزين، الذي أنشأه الكونغرس للجنود الجرحى. أصبح فرق العاجزين جزءًا من القوات المتمركزة في ويست بوينت بولاية نيويورك عام 1781. تركت الجيش القاري عام 1783. توجد لافتة تاريخية باسمها بالقرب من نصبها التذكاري في ويست بوينت.